# جزیره العالیه
جزیره العالیه (به عربی: جزیرة العالیة) یک جزیره در قطر است که در شهرداری الضعاین واقع شده‌است.